# Pasyn lucylla
Pasyn lucylla (znany też pod polskimi synonimami: pokłonnik lucylla pasyn wołowiczek) (Neptis rivularis) – owad z rzędu motyli, z rodziny rusałkowatych (Nymphalidae). W Polsce objęty jest częściową ochroną gatunkową.

## Rozmieszczenie geograficzne
Pasyn lucylla to gatunek eurosyberyjski. Rozciąga się od Alp południowej Europy do południowo-wschodniej Europy, następnie do Turcji i Kaukazu dalej ciągnie się przez południowe części Azji, m.in. zamieszkuje południową Syberię, Mongolię, północne Chiny, Tajwan, Koreę i sięga aż po Japonię.
W Europie występuje w południowo-wschodniej Szwajcarii, w północno-zachodnich i północno-wschodnich Włoszech (znany z Tyrolu), Słowenii, zachodniej Chorwacji (na Wybrzeżu Dalmatyńskim), w centralnej Serbii, Bośni i Hercegowinie, we wschodniej Austrii, w Czechach (na Morawach w pobliżu rzek: Oslava i Jihlava), w południowo-wschodniej Polsce, w północnych i zachodnich Węgrzech i na Słowacji (szczególnie w pasie Krasu Słowacko-Węgierskiego tj. Zádielska dolinia, Zádiel, Turna nad Badvou, natomiast po stronie węgierskiej w Parku Narodowym Aggtelek), również w Rumunii. Lokalnie spotykany na południu Bałkanów oraz w Macedonii (Galicica Pl., Dolina Treska), a także w południowo-zachodniej Bułgarii i północnej Grecji (Rodopy).
W Polsce pasyn lucylla to gatunek wyspowy. Znany jest z pojedynczych znalezisk z południowo-wschodnich dzielnic. Wykazywany z południowej części Podkarpacia. (m.in. do 1995 roku był notowany w Magurskim Parku Narodowym, w późniejszych badaniach nie znaleziony), Kotliny Sandomierskiej, Puszczy Solskiej i Roztocza. Najdalej na północ stwierdzony jest na Wyżynie Kieleckiej koło Starachowic.

## Cechy

### Imago

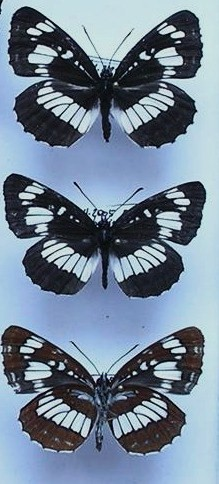
Pasyn lucylla – od góry samica, samiec i spód skrzydeł

Wierzchnia strona skrzydeł motyla jest czarnobrunatna z białym rysunkiem. Przy zewnętrznym brzegu skrzydeł niekiedy widać białe zewnętrzne kreski. Biały rysunek to przeważająca biała smuga (zwana przepaską środkową) ciągnąca się wzdłuż tylnego i do połowy przedniego skrzydła, oddzielona w rzędzie od siebie dużymi białymi plamkami. Przy brzegu skrzydła widoczny jest niekompletny rząd białych plamek. Na przednich skrzydłach w komórce środkowej występują niewielkie białe plamki. Spód skrzydeł jasnobrunatny z białym rysunkiem, którego elementy są jak gdyby odbiciem rysunku z wierzchniej strony skrzydeł. Rozpiętość skrzydeł waha się pomiędzy 44–54 mm.

### Stadia preimaginalne
Jajo jest sferyczne, nieco wydłużone i szarozielonkawe, jest nieco podobne do krajowego pokłonnika kamilli. Chorion jaja charakteryzuje się jamkami o kanciastych brzegach oraz niewielkimi szczecinkami w miejscach stykania się jamek.
Gąsienica ma zmienne ubarwienie od szarawego przez brązowoczerwonawe do brunatnego, jest na stronie grzbietowej jaśniejsza z ukośnymi ciemniejszymi plamkami. Na śród i zatułowiu oraz na drugim i ósmym segmencie odwłoka gąsienicy znajdują się pary krótkich, oszczecinionych wyrostków.
Stosunkowo krótka poczwarka o perłowym połysku z siateczkowym deseniem i charakterystyczną plamą w środkowej części pokryw skrzydeł jest białobeżowa, pomarańczowa lub ciemnobrunatna. Pokrywy skrzydeł mocno odstają, zaś wzdłuż grzbietu ciała poczwarki przebiega ostry grzebień z ciemnym obrzeżem. Odwłok poczwarki po bokach pokryty jest podłużnymi paskami oraz cienkimi, ukośnymi białymi kreskami.

## Biologia i ekologia

### Okres pojawu
Stadium jaja w przyrodzie zwykle trwa tydzień i spotkać go można przez cały okres aktywności dorosłych motyli. Stadium gąsienicy trwa od lipca do końca maja w kolejnym roku. Stadium poczwarki trwa około 3 tygodni w okresie między końcem maja a początkiem lipca. Okres lotu Imagines (dorosłych motyli) odbywa się w jednym pokoleniu od połowy czerwca do sierpnia (w innych krajach motyl pojawia się już od końca maja).

### Rozwój i etologia
W okresie pojawu imagines zapłodniona przez samca – samica składa jaja zarówno na wierzchu jak i spodzie liścia rośliny pokaramowej. Generalnie jest to brzeg liścia, najczęściej na ich końcu przy żyłce medialnej. Po około tygodnia z jaja wylęga się młoda gąsienica, która nagryza liść z każdej strony od brzegu blaszki do żyłki środkowej, następnie sprzędza ze sobą brzegi jedwabną nitką, tworząc w ten sposób rurkowate schronienie, w którym przebywa. Schronienie to jest przymocowane przędzą do gałązki i spełnia rolę hibernakulum, w środku którego zimuje (hibernuje) larwa motyla. Przygotowanie do hibernacji z reguły odbywa się po trzecim stadium wzrostowym. Na wiosnę w roku następnym, gąsienica budzi się z hibernacji, następnie żywi się liśćmi do końca maja, po czym przeobraża się w poczwarkę. Poczwarka (zwieszona za kremaster) przypomina liść przytwierdzony do łodygi. Mniej więcej w połowie czerwca z poczwarki wylęga się dorosły motyl. Motyle nie są płochliwe, daleko szybują, rzadko poruszają skrzydłami. Spotyka się je w większych skupiskach w podszycie drzew Siadają też na ziemi w pobliżu potoków, źródeł i na krzakach. Zapylają kwiaty groszku wiosennego Lathyrus vernus, tawuły Spiraea sp., robinii akacjowej Robinia pseudoacacia, jeżyny Rubus oraz różne kwiaty roślin baldaszkowatych Apiacae.

### Rośliny żywicielskie

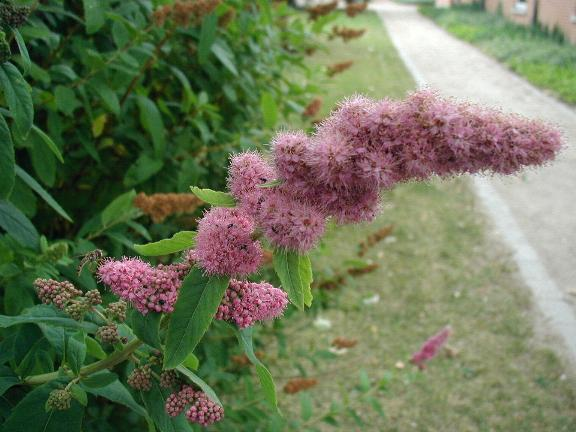
Tawuła (bawolina) roślina żywicielska pasyna lucylli, nierzadko tworząca żywe parkany, czy żywopłoty

W Polsce znaną rośliną żywicielską tego motyla jest tawuła bawolistna Spiraea salicifolia. Podawane są jeszcze inne gatunki tawuły na których żeruje larwa pasyna lucylla, a mianowicie Spiraea media, Spiraea chamaedryfolia, a także wiązówka błotna Filipendula ulmaria i parzydło leśne Aruncus dioecus. Gąsienice hodowane w niewoli akceptują również tawułę Spiraea bumata.

### Środowisko

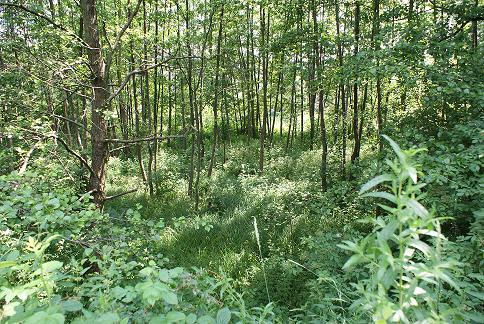
Łęg olszowy – jedno ze środowisk pasyna lucylli na Wyżynie Kieleckiej

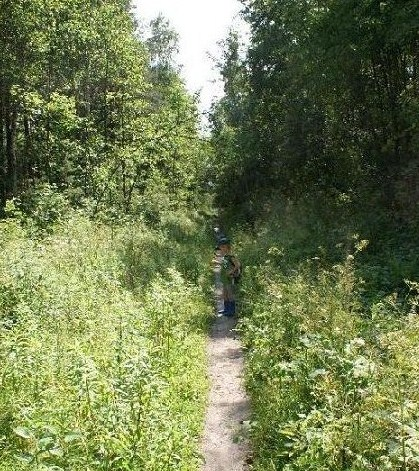
Dukt leśny, siedlisko Neptis rivularis

Motyl preferuje (raczej wiekowe) lasy liściaste i mieszane na nizinach i pogórzach ich skraje, leśne drogi, polany i zręby, wilgotne łąki, a także nasłonecznione zbocza porośnięte tawułą.
Spośród lasów liściastych, w których występuje pasyn lucylla są różne zespoły lasów łęgowych rosnących nad ciekami wodnymi, tj. Salicetum albo-fragilis, Populetum albae, Alnenion, Ficario-Ulmetum, Querco-Ulmetum minoris, Fraxino-Alnetum (Circaeo-Alnetum).